# Carcavelinhos FC
Carcavelinhos FC – portugalski klub piłkarski, mający siedzibę w mieście Lizbona, w stolicy kraju.

## Historia
Chronologia nazw:
- 1912: Carcavelinhos FC
- 1942: klub rozformowano – po fuzji z União Football Lisboa, w wyniku czego powstał Atlético CP

Piłkarski klub Carcavelinhos został założony w dzielnicy Lizbony Alcantara 14 lutego 1912 roku. W sezonie 1927/28 zespół w finale Mistrzostw Portugalii wygrał 3:1 ze Sportingiem. W sezonie 1934/35 dotarł do półfinału nieligowych Mistrzostw Portugalii.
Od sezonu 1934/35 również organizowane były cztery eksperymentalne sezony rozgrywek ligowych przed oficjalnym startem Primeira Divisão w sezonie 1938/39. Zwycięzcy z tych czterech lat nosiły tytuł mistrza ligi. Portugalski Związek Piłki Nożnej (FPF) wymienia tytuły ligowe w oddzielnej liście, więc nie są oficjalne.
W 1935 roku debiutował w Primeira Liga Experimental. W sezonie 1937/38 zajął 4.miejsce w lidze, ale w pierwszych oficjalnych rozgrywkach Primeira Divisão nie startował. Po zwycięstwie w Segunda Divisão w 1939 awansował do Primeira Divisão. Debiutowy sezon 1939/40 zakończył na 7.miejscu i spadł do Segunda Divisão. Rok później wrócił do pierwszej ligi. W sezonie 1941/42 zajął 9.miejsce i spadł ponownie do drugiej ligi. 18 września 1942 roku klub zaprzestał istnieć, po połączeniu z União Football Lisboa, w wyniku czego powstał Atlético CP.

## Sukcesy

### Trofea międzynarodowe
Nie uczestniczył w rozgrywkach europejskich (stan na 31-05-2016).

### Trofea krajowe
| \| \| Zdobyte trofea w rozgrywkach Portugalii (stan na: 31-03-2017) \| |                                                               |      |                  |
| Rozgrywki                                                              | Osiągnięcie                                                   | Razy | Sezon(y)         |
| · Mistrzostwo                                                          | I miejsce                                                     | 1    | 1927/28          |
| · Mistrzostwo                                                          | II miejsce                                                    | 0    |                  |
| · Mistrzostwo                                                          | III miejsce                                                   | 1    | 1934/35          |
| · Puchar                                                               | zdobywca                                                      | 0    |                  |
| · Puchar                                                               | finalista                                                     | 0    |                  |
| II liga                                                                | I miejsce                                                     | 2    | 1934/35, 1938/39 |
| II liga                                                                | II miejsce                                                    | 0    |                  |
| II liga                                                                | III miejsce                                                   | 0    |                  |
| Portugalia                                                             | Zdobyte trofea w rozgrywkach Portugalii (stan na: 31-03-2017) |      |                  |

- Taça de Honra II Categoria – AF Lisboa:
  - zdobywca: 1923/24, 1924/25, 1927/28, 1933/34, 1936/37
- Taça de Honra IV Categoria – AF Lisboa:
  - zdobywca: 1925/26
- Taça de Honra Juniores – AF Lisboa:
  - zdobywca: 1937/38, 1941/42

## Stadion
Klub rozgrywał swoje mecze domowe na stadionie Tapadinha w Lizbonie, który może pomieścić 15000 widzów.